# Спідня спідниця

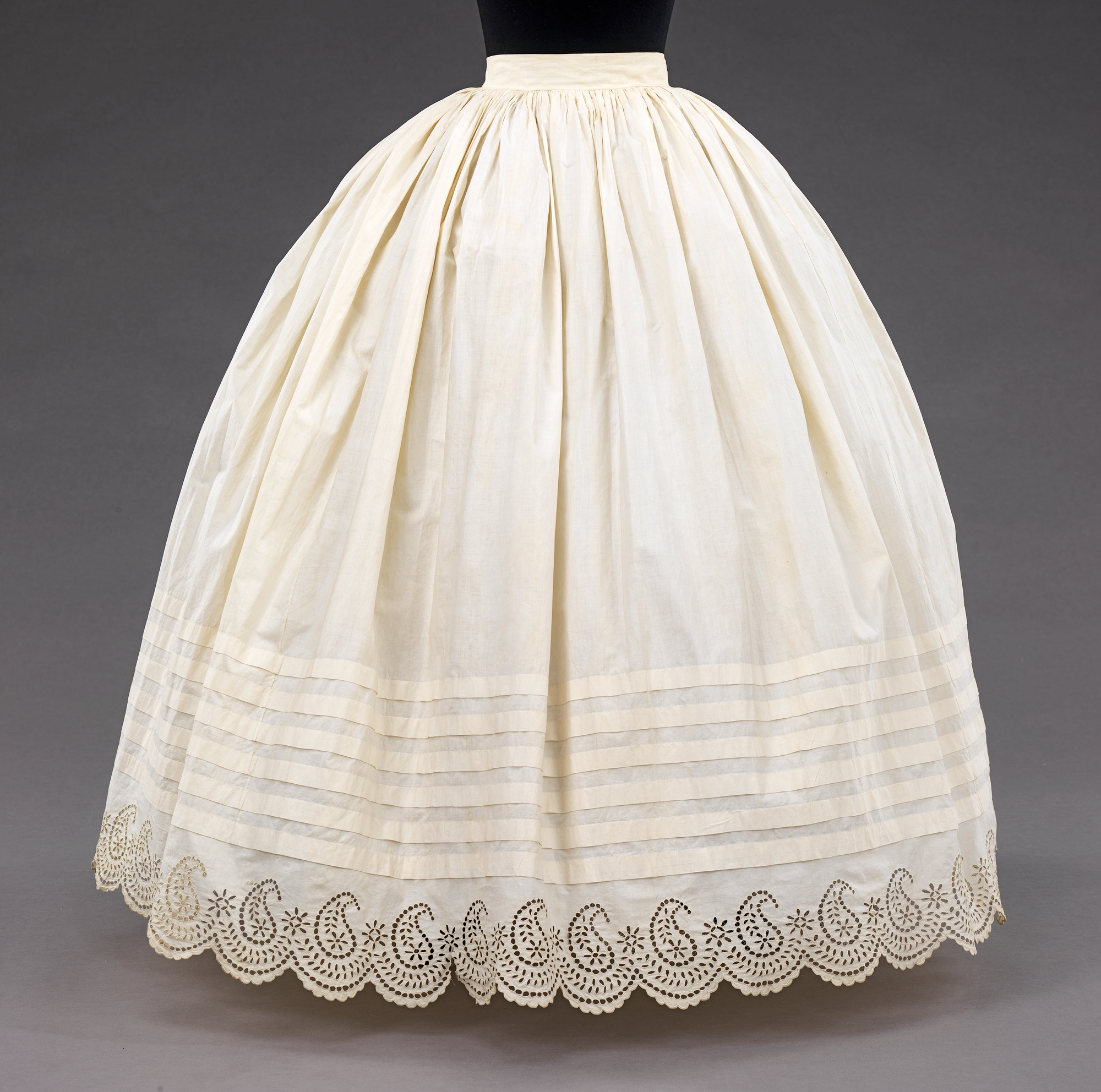
Спідня спідниця. 1855–65

Спі́дня спідни́ця — вид нижньої білизни, жіноча спідниця, яку надягають під убрання.
З XVIII століття спіднім спідницям починають надавати особливого значення, оскільки підкреслюється їхній еротичний аспект. Спідня спідниця стає предметом кокетства; її починають шити з шовку, прикрашати мереживами та іноді робити видимою.
У різний час в різних країнах було прийнято носити від однієї до кількох нижніх спідниць; спочатку криноліном називалися нижні спідниці, завданням яких було надати форму верхній спідниці, а в деякий період нижні спідниці були замінені штучним криноліном (відомої каркасної конструкції). Втім, кринолін не виключав наявності нижніх спідниць; в пору його носіння нижня спідниця робилася з шовку з оздобою, оскільки її могло бути видно, коли підводився кринолін.